# Kim Young-moo
Kim Yeong-mu (en hangeul: 김영무, 23 août 1944 - 26 novembre 2001) est un critique, poète, et traducteur sud-coréen. 

## Biographie
Kim Yeong-mu commence ses études à l'université nationale de Séoul jusqu'à l'équivalent du niveau master, avant d'obtenir son doctorat à l'université de New York / Stony Brook en 1987. Sa thèse portait sur le sujet suivant : Entre libération individuelle et libération sociale : ambivalences dans la morale et la pensée sociale de George Eliot. Il devient ensuite professeur au département de langue et littérature anglaises à l'Université Nationale de Séoul. Au début des années 2000, il est contraint de rester alité, incapable de marcher en raison d'un cancer généralisé. Grâce au dévouement de sa femme, il a pu néanmoins rester à son domicile tout en continuant à écrire et à traduire. Il est emmené à l'hôpital le 20 novembre 2000 et décède le lendemain. Trois jours avant son décès, il a écrit un dernier poème que voici:  
무지개
김영무
이 땅에 시인 하나 풀꽃으로 피어나 바람결에 놀다 갔다.
풀무치 새 울음소리 좋아하고 이웃 피붙이 같은 버들치 힘찬 지느러미 짓 더욱 좋아했다.
찬 이슬 색동보석 맺치는 풀섶세상—참 다정도 하다.
23.11.2001 (Pyeongchon) Arc-en-ciel - Kim Young-Moo
Dans cette terre, la fleur sauvage épanouie du poète, se laissant caresser par le vent, s'en est allée.
Il goûtait le chant des criquets et des oiseaux, mais appréciait encore plus les mouvements fins et prompts des vairons, comme des voisins, comme des proches. 
La végétation, envahie par la rosée du matin et parée de ses plus beaux bijoux, déborde de tendresse.

## Œuvre
Il a publié trois volumes de poésie sous son nom et a travaillé en tant que traducteur anglais-coréen pour la poésie, notamment concernant les poèmes de William Blake. Avec l'aide du traducteur Anthony Brother, il traduit aussi des récits du coréen vers l'anglais, notamment la poésie de Ko Un. Son premier article sur la poésie Étude sur Yi Yuk-sa (I-yuksaron, 1975) lui a permis de se faire reconnaître en tant que critique littéraire. Il a publié également un recueil d'essais : En regardant les violettes (Jebikkoche neoreul bomyeo, 1988), et un recueil de critiques littéraires : Le langage de la poésie et le langage de la vie (Si-ui eoneo-wa salmui eoneo, 1990), qui lui a valu de recevoir le prix littéraire de la République de Corée du Sud (section critique) en 1991. La même année, il part à Toronto en tant que professeur en visite pour 2 ans pendant lesquels il publie des poèmes en coréen dans le journal local. En 1992, il publie à Toronto un recueil de poèmes intitulé Le jour après la grêle (Eoreumbi on da-eum nal). Son premier recueil de poèmes publié en Corée est Chante la forêt d'automne pleine de vie (Saekdong danpungsupeul noraehara, mai 1993). Un deuxième recueil, La montagne ne conserve pas non plus le chant des oiseaux (Saneun saesorimajeo ssa-a duji anneunguna) a été publié alors qu'il était à l'hôpital pour se remettre d'une opération à la suite d'un cancer du poumon en août 1998.